# いい大人の、モバゲー
いい大人の、モバゲー（いいおとなの、モバゲー）は、Mobage（旧称・モバゲータウン）のCM。2010年10月頃より放映。CMプランナーは権八成裕。

## 概要
40代から50代をターゲットとし、麻生祐未演じる千尋が次々と付き合う男性を変えていく模様が描かれる。
「スポット編」でそれまでの相関図が描かれ、続く「空港編」では中井貴一が出演している。

## 登場人物
西寺亘：柳沢慎吾
成南大学23期卒業生。大学時代、千尋に憧れていた。モバゲータウンの別のCMでは、社長として登場している。
岩田圭介：時任三郎
成南大学23期卒業生。大学時代、千尋と付き合っていた。
千尋：麻生祐未
成南大学23期卒業生。現在のところ、姓は不明。同窓会前に夫と別れ、圭介や亘と再会する。
バーのママ：YOU
亘行き着けのバーのママ。「スポット編」の解説役。
男：中井貴一
空港で、西寺に声を掛ける男性。